# Мизантроп
„Мизантроп или Свадливият любовник“ (на френски: Le Misanthrope ou l'Atrabilaire amoureux), по-познато само като „Мизантроп“, е драма на френския драматург Молиер (Жан-Батист Поклен). Оригиналът е написан на френски език, а впоследствие е преведен на множество други езици като част от популярното културно наследство на световната литература. Първото поставяне на сцена на драмата е на четвърти юни 1666 г. в театър „Дьо Пале-Роял“, Париж, Франция от актьорите на Кралската трупа, като самият Молиер влиза в главната роля. Датата на представлението определя и епохата на творбата – тази на класицизма. Жанрът на „Мизантроп“ е драма, по определението от епохата си – висока комедия на характерите. Композицията му се състои от 5 действия, в които има общо 11 действащи герои. Целта на комедията е да разкрие социалните и човешките взаимоотношения във френските аристократични среди, като едновременно с това ги осмее и даде поука на хората.
Самото заглавие на драмата използва термина „мизантроп“, който е дефиниран подробно още в Античността и означава човек, който мрази и отрича човешките същества, тяхната култура и природа; човек, който сам се отделя от обществото, презира социалния строй, фалша в човешките отношения и непреклонно мисли, че те няма как да бъдат поправени, защото лъжата и измамата са част от човешката природа. Така с този ясен термин заглавието създава пряка връзка с единия от централните герои в комедията – Алцест.

## Исторически контекст, рецепция, критика
„Мизантроп“ кореспондира с по-ранно произведение с подобни характеристики в познатата литература. Общите жанр и заглавие препращат към Античността, новата  атическа комедия и най-видния ѝ представител – Менандър и произведението му „Мизантропът“.
Заглавията споделят общия термин за мизантропия и ясно загатват появата на отдръпнатия от другите човек, който презира обществото и социалния ред.
Жанрът „висока комедия на характерите“ определя много важна черта на „Мизантроп“ – акцентът е върху героите, а не върху действието. Образите се изграждат като напълно завършени, нетърпящи вътрешно развитие; приписани са им постоянни, хиперболизирани, клиширани качества, чрез които зрителите лесно да съизмерват доброто и злото в човешките и социалните отношения. Подобна характеристика има и в новата атическа комедия – героите представят определен лесно разпознаваем стереотип на човешкия характер, като осмиват определени междуобщностни отношения.
Сюжетно различни, комедиите имат приличащи си главни герои. Алцест и Кнемон – свадливият любовник и свадливият старец. В „Мизантропът“ Кнемон не е човекомразец по природа, а е еволюирал в тази посока от точно обратното състояние на филантропия поради обстоятелствата в живота му – предателство от приятелите и жена му. Молиер от своя страна не дава причините за този тип характер на Алцест, но представя гнева му като разпален от предателството от възлюбената му Селимена. Другата ясна идейна общност  между двамата герои може да се открие в монолозите им в двете произведения. Чрез тях те изпъкват като силно морални личности. Точно моралът, който притежават, ги прави свадливи и сърдити на заобиколния свят. От монолозите им се разбира, че не понасят лъжата, фалша, измамите и интригите. Точно „нечистата“ човешка природа, е тази, която ги разочарова и подтиква към още по-яростни и дълбоки съпротивления срещу установения социален ред. За тях обществото е покварено и става обект на острата им критика, като по този начин те смятат порицанието си не за отрицателна черта, а за необходимост.
Макар „Мизантроп“ да е блестяща комедия, след излизането ѝ на сцена тя бързо бива забранена за представяне от Двора на крал Луи XIV. Причините, които се изтъкват, са – острата сатира към социалните отношения в аристократичното общество и обкръжението на самия Луи XIV.; прекалената изопаченост на света и действията, които са далеч от естествените такива; накърняването на престижа на висшето общество (както и голямото социално възмущение и натиск, които се стоварват върху самия крал). Така това е третата пиеса на Молиер, заедно с „Тартюф“ и „Дон Жуан“, която предизвиква истински фурор и скандал в обществото. За да бъде продължено представянето ѝ на сцена, Молиер  се принуждава да я редактира, така че да бъде одобрена от френската управа (докато това никога не се случва с „Дон Жуан“, която след забраната повече не е изнасяна на сцена, докато Молиер е жив). Редактирането обаче довежда до силно изменение и смекчаване на главния образ на Алцест, като по този начин се губи и част от първоначалните замисъл и въздействие на комедията. Алцест излиза от ролята на порицател и „морален стълб“ на обществото и се превръща в обект на присмех заради нереалистичната и идеалистичната си представа за света, а сатиричното и критичното се стопяват от плана на драмата.
„Мизантроп“ понася голяма критика от съвременниците си – както от обществото, така и от видни за времето личности. Най-остра се явява критиката на известния френски философ Жан-Жак Русо в „Писмо до Д'Аламбер за театралните представления“, където той индиректно атакува театъра като вредна институция, която не помага на обществото, а го отдалечава от естеството му. Макар Русо сам да определя комедията на Молиер като гениална, Алцест е силно разкритикуван като образ. Философът смята за несправедливо факта, че Алцест е добър и честен, но става за присмех, докато Филинт е мошеник и измамник, но изпъква на преден план по превъзходство. Според разсъжденията на Русо главният герой не бива да бъде представян като обект на присмех, а дори напротив – подкрепян и обичан от публиката заради качествата му, реалистичните му виждания за обществото и смелостта да изкаже мнението си пред другите. Друго, което не се харесва в образа на Алцест, е, че Молиер не е направил точен образ на мизантроп. „Това не е, което сме дошли да видим в твоя театър“ – заявява директно философът. Според него Алцест е с твърде променлив характер и държанието му не е диктувано от принципите на мизантропията – отдръпнатост и човекомразие. А напротив – Алцест яростно критикува обществото, но обича и ухажва Селимена, която в комедията е най-силният представител на лицемерието и фалша на аристокрацията. Така образът на мизантропа остава морално назад и не представя пред публика истината, а ѝ вреди с неморалните си устои.

## Действащи лица
| Герой     | Описание                  |
| --------- | ------------------------- |
| Алцест    | Влюбен в Селимена         |
| Филинт    | Приятел на Алцест         |
| Оронт     | Влюбен в Селимена         |
| Селимена  | Възлюбена на Алцест       |
| Елианта   | Братовчедка на Селимена   |
| Арсиноя   | Приятелка на Селимена     |
| Акаст     | Маркиз, влюбен в Селимена |
| Клитандър | Слуга на Селимена         |
| Баск      | Слуга на Селимена         |
| Дюбоа     | Слуга на Алцест           |
| Пазач     |                           |

## Сюжет
Пиесата се състои от пет действия, като всяко действие има по няколко сцени (картини). Място на действието (топосът) е Париж.
Първо действие (три картини)
Първо действие започва с диалог между Алцест и Филинт (приятел на Алцест) – Алцест е ядосан на Филинт и го обвинява в лицемерие. След спора между двамата тема на разговор става любовта, която Алцест изпитва към Селимена – признава любовните си чувства.
Във втора картина се появява Оронт, към когото Алцест изпитва силна неприязън. Алцест вижда в лицето на Оронт ласкател, подмазвач и лицемер – именно това е причината, поради която омразата на Алцест е насочена най-вече върху него.
Оронт е написал сонет и моли Алцест да го чуе, за да го оцени и да му даде съвет „дали е за пред хора“. Сонетът не се харесва на Алцест, който показва това с изключителна грубост и болезнена  откровеност, а Оронт не може да понесе тази критика.
Второ действие (седем картини)
Второ действие също започва с диалог – между Селимена, в която Алцест е влюбен, и Алцест. Отново Алцест бива откровен, като тази откровеност граничи с грубост. Той силно ревнува Селимена, а причината за тази ревност е нейната любезност  и откритото ѝ флиртуване с останалите мъже. Тя се оправдава пред него, като му казва, че единствено се преструва и обича само него. След този спор и двамата признават любовта си един на друг.
В пета картина в дома на Селимена се появява Елианта, заедно с Акаст и Клитандър (маркизи). В разговора между героите главно място заемат разни клюки и злословия. Алцест нито може да си замълчи, нито да се примири с лицемерието на Селимена и гостите ѝ – той застава срещу тях, заявявайки им, че това злословие трябва да спре.
В седма картина се явява стражарят, който уведомява Алцест, че е викан в съда, поради грубите обиди, отправени към Оронт.
Трето действие (седем картини)
Спорът, с който започва действието, се състои между двамата маркизи – Клитандър и Акаст. И двамата са привлечени от Селимена и искат да я спечелят, спорът им приключва с взаимното им споразумение – победител ще бъде онзи, когото Селимена избере, а загубилият спора няма „да му бъде ни съперник, нито враг“.
В трета картина в дома на Селимена пристига и Арсиноя, към която Селимена таи ненавист, но я посреща с престорена гостоприемност и любов.
В пета картина двете дами разговарят насаме. Арсиноя казва на Селимена какви слухове е чула за нея, отнасящи се до благосклонността ѝ. Самата Арсиноя признава на Селимена, че вярва в основанието на тези слухове. Селимена е крайно обидена и също признава на Арсиноя какви приказки се говорят по неин адрес – именно, че скромността и невинността ѝ са двулични. И двете си разменят остроумни реплики, в които с прикрита омраза се обиждат една друга.
В шеста картина Селимена напуска действието и оставя Арсиноя с току-що пристигналия Алцест.
В седма картина Алцест и Арсиноя разговарят – Арсиноя не спира да възхвалява и ласкае Алцест, докато той оспорва всичко казано от нея. Арсиноя, с надеждата да спечели Алцест, бърза да го убеди в това, че Селимена не му е вярна и го лъже.
Арсиноя кани Алцест в дома си, за да му представи доказателства, които да подкрепят твърденията ѝ, че Селимена го лъже – така завършва трето действие.
Четвърто действие (четири картини)
В първа картина Елианта (братовчедка на Селимена) и Филинт (приятел на Алцест) водят диалог, отнасящ се за спора между Алцест и Оронт. По-късно темата на диалога се сменя с тази за любовта на Алцест към Селимена.
Елианта признава, че изпитва любовни чувства към Алцест, и ако Селимена му измени, тя с удоволствие ще заеме мястото ѝ. Филинт също изкарва любовните си чувства наяве – той намеква на Елианта, че е влюбен в самата нея.
С появата на Алцест във втора картина диалогът между Елианта и Филинт е прекъснат. Той е съкрушен от онова, което е научил от Арсиноя, и е бесен на Селимена.
Доказателството, което е получил, е писмо, писано от Селимена, чийто адресат е Оронт.
Алцест, дълбоко осквернен, предлага на Елианта да му помогне в отмъщението на Селимена, като я моли да заеме мястото на  неговата нова любима жена.
В трета картина Алцест обвинява Селимена в двуличност и измяна, като ѝ предоставя писмото, което е в ролята на неоспоримо доказателство. Селимена се опитва да се оправдае, казвайки, че писмото е адресирано до жена, но след като осъзнава, че не може да заблуди Алцест, признава, че писмото наистина е писано от нея и е предназначено за Оронт.
Слугата на Алцест – Дюбоа, се появява в четвърта картина. Това, което той разкрива, е опасността от това Алцест да бъде вкаран в затвора. Именно тази новина попречва на Селимена и Алцест да довършат спора си.
Пето действие (осем картини)
Алцест и Филинт обсъждат загубеното дело от страна на Алцест в съда. Въпреки всичко Алцест отказва да скрие мнението си и не се отрича от твърдението си, че сонетът на Оронт не е добър.
Алцест решава да се убеди за последно дали Селимена действително е влюбена в него.
Във втора картина се появява Оронт, който заявява на Селимена, че ако тя желае да сключи брак с него, трябва да забрави Алцест. Селимена е поставена пред дилема.
В четвърта картина към действието се присъединяват Акаст, Клитандър, Арсиноя, Елианта и Филинт. Те носят писмо, като искат Селимена да признае авторството си, като я обвиняват в предателство и лицемерност. Всички са крайно обидени, а Алцест за пореден път е дълбоко наранен. Въпреки всичко, което Селимена му причинява, той не може да спре да я обича – предлага ѝ да сключат брак и да избягат от града. Селимена отказва. Този отказ окончателно решава Алцест да се откаже от Селимена.
Участници в последната за пиесата осма картина са Елианта, Алцест и Филинт. Алцест признава любовните си чувства на Елианта, която обаче избира за свой любим Филинт.

## Персонажна система

### Алцест
Алцест е главният герой (протагонистът) в „Мизантроп“, като заглавието на пиесата има своите корени именно в неговото поведение и мироглед – той е „мизантропът“. Действията в комедията са организирани около него – той е ядрото на основния конфликт, който се изразява в сблъсъка на неговата морална система с установените като норматив порядки на обществото. Алцест е героят, без чието присъствие пиесата „Мизантроп“ не би могла да съществува – в случай че той отсъстваше като персонаж, действията не биха се развили в оригиналния им вариант, като повечето от събитията не биха се случили изобщо.
Главният герой в комедията на Молиер е майсторски конструиран, многопластов и противоречив, което го прави интересен и „жив“ персонаж, обект на множество различни анализи от страна на критици и читатели. Множество мнения, включително и това на Жан-Жак Русо, не припознават в Алцест традиционния комедиен герой – публиката не е накарана да се засмее, а да се замисли, да се вглъби в разсъждения, да направи равносметка. Именно затова множество представители на литературознанието биха характеризирали Алцест като съчетаващ в себе си нотки на трагически герой, редом до чертите на комедиен такъв.
Алцест присъства в комедията главно чрез гласа си. Неговото най-силно оръжие е остроумното му и саркастично слово, а главните конфликтни ситуации, в които той присъства, са диалози с останалите персонажи. Диалозите в пиесата са основното „бойно поле“ за сблъсъците на гледни точки и Алцест използва именно диалога като средство не само да изрази гледната си точка, а и да накара обществото да прогледне за собствените си пороци.
Мизантропията на Алцест се характеризира с това, че той е до болка откровен, изразява публично критиката си към обществени порядки, с които не е съгласен, не се свени да засегне или обиди някого. Той е отвратен от тържествуващото в социума лицемерие и е страстен привърженик на всяка цена да се казва истината, колкото и болезнена да е тя. С тази си нестихваща критика към хорските порядки и без никакви поддръжници в тезите и вижданията си Алцест става негоден за обществото и то го отхвърля. Изолацията за него обаче се оказва предпочитан вариант пред това да му се налага да любезничи и да лицемерничи пред общество, което не се вписва в нормите на неговия мироглед. Алцест още в първата картина на първо действие гласно заявява своята основна теза, на която ще остане верен до самия край на пиесата – „Навред престорена любезност, казни, сплетни, / лъжи, предателства и чувства мимолетни, / не мога повече, докарват ме до бяс / и с всичко живо тук в двубой ще вляза аз!“
„Двубоят“, бил той и метафоричен, се развива по време на цялото действие на комедията – Алцест постоянно спори, бунтува се, ругае и хули покварените порядки на заобикалящите го хора. Така мразещият негативните черти у хората бива квалифициран като мизантроп – мразещ самите хора.
Иронията на главния персонаж на комедията „Мизантроп“ е, че обект на неговите романтични чувства е девойка, която перфектно олицетворява най-омразните му качества от обществото. Алцест ненавижда поведението на Селимена и въпреки това продължа да я обича – това е едно от главните доказателства за многопластовия му характер и за конфликтите, които той води сам със себе си. Той критикува Селимена за нейната фриволност, лицемерие, склонност към клюкарстване  и въпреки това продължава да я обича и продължава да вярва, че с искрена любов би бил способен да я промени. Пламенната му ядовитост постоянно е в конфликт с желанието му да прости на любимата си и чрез вътрешните си противоречия Алцест не само се превръща в един комедиен еквивалент на Хамлет, но и прекрачва границата на комедийното и се оказва един сложен трагедийно-комедиен персонаж, притежаващ сложен характер и предполагащ множество възможности за интерпретация.

### Селимена
Селимена е един от централните персонажи в „Мизантроп“ – млада,  атрактивна жена на около 20 години. Тя е обект на романтични чувства от страна на множество мъже, включително и на главния герой Алцест. Селимена е жизненоважен компонент за комедията на Молиер, защото,  въпреки че основен двигател на развитието са действията на Алцест, именно Селимена е тази, от която те са провокирани, и така тя се превръща в своеобразно ядро на драматическото действие.
Тя идеално се вписва в обществото – има и множество приятели, и множество обожатели, притежава изтънченост, харизма и дар слово, умее да бъде център на внимание и се чувства комфортно в тази позиция. Мотивите за поведението на Селимена варират според различните литературоведски интерпретации – според едни тя е самороден талант да дърпа нишките на обществото и да си играе с него така, че да си осигури стабилна роля в него, а според други е типична представителна извадка на поредната девойка, неволно отровена от поквареното си обкръжение. Респективно, бидейки част от това общество, тя притежава и характерните за него пороци, от които Алцест така силно се отвращава – тя е лицемерна, фриволна и склонна към клюки и невярност. Така жена, която е полярна опозиция на това, което Алцест вярва, че е правилно като обществени порядки, иронично се превръща в обект на неговите романтични симпатии, където се корени и завръзката на комедийното действие.
В любовно отношение Алцест далеч не е единственият обожател на Селимена. Тя е обект на ухажванията на Оронт, Акаст и Клитандър, но и тримата тя държи в неведение за собствените си чувства към тях. Тя умело убеждава всеки от тях, че именно той е фаворитът за нейното сърце, но същевременно отказва да се посвети изцяло на когото и да е от тях и продължава флиртовете си с всички. И ако тези характеристики са привидно клишета, които могат да се отнасят за която и да е дама от аристокрацията на Франция през XVII век, от психологическа гледна точка  тези любовни игрички на Селимена биха могли да бъдат възприети като много повече от обикновена женска фриволност.
На една гранична възраст – между юношество и зрялост – Селимена не е способна да заеме стабилна позиция  и да вземе окончателно решение спрямо любовния си живот – тя не може да избере нито един от четиримата си ухажори, нито пък иска да остане без когото и да е от тях. Нерешителността ѝ проличава най-много в момента, когато Оронт и Алцест настояват Селимена най-накрая окончателно да избере един от тях, а тя моли братовчедка си Елианта да вземе решението вместо нея. Именно тази ѝ незрялост и неспособност да вземе решения или да поеме рискове, прави Селимена многопластов персонаж – въпреки целия ѝ чар и женска привлекателност, тя все още не е превъзмогнала своята девическа несигурност. Въпреки че зрелостта ѝ вече би трябвало да е настъпила в ментално отношение, Селимена се оказва с все още нестабилна морална система – тя не може да прецени кое е правилното, за което трябва да се застъпи, нито кое е грешното, което трябва да порицае.

### Филинт
Филинт е второстепенен персонаж, приятел на Алцест и всеобщо приет сред литературните критици за негов антипод и контрапункт. В сравнение с Алцест  Филинт изглежда доста еднопластов и без особена персонажна задълбоченост. Той е „балансьорът“ в пиесата – вписва се в обществото, осъзнава пороците му, но смята, че изразявайки недоволството си от тях гласно (както често прави Алцест), човек би си спечелил единствено антипатии и не би променил нищо в положителна посока. Филинт често влиза в ролята на „гласа на разума“ като чрез множество приятелски съвети се опитва да „излекува“ Алцест от мизантропията му. Обяснява му, че хората притежават множество пороци, но за да се съществува в обществото, човек трябва да се примири с този факт.
Приятелството на Филин към Алцест далеч не е онова двулично и лицемерно отношение, което Алцест ожесточено критикува в заобикалящия го свят. Филинт е верен приятел, готов да пожертва собствената си любов в името на своя прител – той обича Елианта, но позволява на Алцест да се бори за нейните чувства въпреки това и е готов да се откаже от нея, в случай че тя предпочете приятеля му. В крайна сметка Филинт е единственият персонаж в пиесата, който бива увенчан с традиционния комедиен щастлив край – успешна любовна връзка. Двойката Филинт и Елианта е абсолютен контрапункт на двойката Алцест и Селимена и щастливата им развръзка внушава, че сдържаността и тактът са правилният код на поведение, дори и в изтъкано от пороци общество.

### Елианта
Елианта е второстепенен персонаж в комедията „Мизантроп“ – братовчедка на Селимена и обект на романтични чувства от страна на Филинт. Тя е единственият женски персонаж в пиесата, който не се поддава на обичайните за останалите порочни порядки като прекомерна фриволност, лицемерие и клюкарстване.
Елианта е добър контрапункт на Селимена – в контраст с братовчедка си тя е сдържана, тиха, избягва да бъде център на внимание и не възприема любовните отношения като игра. Интелигентна и разумна, тя е способна добре да анализира поведението на останалите, да прави правилни изводи за намеренията им и да намира тактичен изход от неудобните ситуации. Забележителна е нейната реч за поведението на мъжа, когато е влюбен – в нея се подчертава възможността човек да престане да вижда недостатъците, когато те са притежавани от възлюбен: „Че влюбеният, той на всичко е готов, / не вижда, вярно, и най-малък недостатък, / но често, запленен, отива по-нататък / и недостатъка, дори и да личи, / достойнство вече е в две влюбени очи.“ Чрез този кратък монолог на Елианта на преден план се поставя една от основните теми за пиесата „Мизантроп“ – неизбежните човешки недостатъци и способността на човек да обича въпреки тях. Очевидна е препратката към симпатиите на Алцест към Селимена – въпреки че не одобрява поведението ѝ, той не престава да я обича и дори вярва, че е способен да я промени.

### Арсиноя
На пръв поглед неважен и трудно запомнящ се персонаж, Арсиноя всъщност  изиграва ключова роля в най-важните за развръзката на действието в „Мизантроп“ моменти. Тя е привидно моралистична, по-възрастна жена, която парадира със сдържаност и високи морали и има себе си за морално превъзхождаща Селимена. Въпреки това тя също проявява значителна доза лицемерие, като уж от добра приятелска воля разказва на Селимена клюки, които твърди, че е чула по неин адрес, а всъщност изказва собственото си негативно мнение за нея, криейки се зад псевдо-чужди думи. Главният мотив за държанието на Арсиноя е разкрит пред читателя от самата Селимена – „Направо по Алцест е луднала – за тоя човек / на всичко е готова Арсиноя; / понеже вижда го как той е заслепен – / направо чувства се ограбена от мен / и свойта ревност тъй несръчно тя прикрива, / че отдалече й личи, че е ревнива…“
В статията си „Арсиноя като кукловод“ Джеймс Шепърд разсъждава върху ролята на Арсиноя в развитието на някои от най-ключовите моменти в комедията, като най-важният от тях безспорно е разкриването на писмото на Селимена в края на „Мизантроп“, което изиграва и ролята на развръзка. Според Шепърд тя е „режисьорът“ на постепенното сваляне на маската на Селимена и разкриването на истинската ѝ същност пред обожателите ѝ, с което Арсиноя постига целта си да накара всеки от тях (и най-вече Алцест) да оттеглят чувствата си от нея.

### Оронт
Оронт е един от състезаващите се за романтичното внимание на Селимена. В началото читателят остава с впечатление, че той е младеж, непоправимо уверен в себе си, но в течение на действието той започва да изглежда все по-нестабилен в тази си увереност.
Неспособен да приеме критиката на Алцест спрямо сонета си, нито да продължи да обича Селимена след като тя го е обидила в писмото си, Оронт започва да прилича повече на архетипа на „начинаещия влюбен“, отколкото на самоуверения ухажор, представен пред читателя в началото на пиесата. Наивно горделив, но и отчаяно зависещ от мнението и одобрението на другите, изискващ искреност, но далеч неготов да я понесе, той е един от най-интересните фонови персонажи в пиесата „Мизантроп“.

### Акаст
Млад, помпозен маркиз, друг от обожателите на Селимена, Акаст смята себе си за най-достоен за нейното внимание. С изразени черти на нарцисизъм и прекомерно себелюбие, той често невъздържано хвали самия себе си, за да изтъкне превъзходството си пред Клитандър в състезанието за сърцето на Селимена.

### Клитандър
Също борещ се за романтично внимание от страна на Селимена, Клитандър е идеалното олицетворение на всичко, което Алцест ненавижда в обществото. Склонен е към клюкарстване редом с жените, проявява черти на лицемерие, но и е достатъчно горделив да се откаже от Селимена, след като той се оказва поредният осмян в писмото ѝ в края на пиесата.

### Баск
Личният слуга на Селимена, изключително предан и верен на господарката си. Присъства в пиесата чрез гласа си, когато оповестява пристигането на поредния посетител в къщата на Селимена.

### Дюбоа
Личният слуга на Алцест, който значително допринася за комедийния характер на пиесата на Молиер. Откровено некомпетентен на моменти до степен на фарс, но винаги с добри намерения спрямо господаря си, той често се превръща в обект на симпатии от страна на публиката при театрални адаптации на „Мизантроп“.

## Основни мотиви
Мотивът за лицемерието
Основен за цялата пиеса, мотивът за лицемерието е ключов и в изграждането на повечето образи в „Мизантроп“. Засвидетелствано най-вече чрез образите на Селимена, Арсиноя и Клитандър, лицемерието е една от главните причини за мизантропските тенденции в поведението на Алцест, за когото престореното угодничество е прекалено широко разпространен порок, който заслужава презрение и публичен укор. Филинт в този случай е перфектният балансьор между двата полюса на мненията – той осъзнава, че прекомерното лицемерие е порочно, но също така си дава сметка, че без престорена любезност и без някоя „благородна лъжа“ тук-там, обществото не би могло да понесе бруталната остра искреност на хора като Алцест.
Мотивът за мизантропията
Този също така основен мотив за пиесата поражда въпроса дали Алцест мрази хората, или просто мрази пороците им, а хората в неспособността си да се откажат от пороците си, погрешно разбират, че самите те са обект на неговата омраза. Фактът, че Алцест е склонен да прости на Селимена, в случай че тя се откаже от порочните си практики, говори, че той не мрази хората в тяхната цялост, а по-скоро е неспособен да се впише в обществото, защото е отвратен от пороците му и отказва да ги практикува под каквато и да е форма. Осъзнатото отхвърляне на общоприети норми, изграждането на индивидуални морални ценности и явната съпротива срещу обществото правят Алцест силно повлиян от Просвещението герой, който олицетворява една от главните му посоки – това човек да разсъждава индивидуално.
Мотивът за конформизма
Изразен главно чрез непреодолимата неприязън на Алцест спрямо обществото, този мотив поставя на преден план тезата, че не по-невинни от грешниците са тези, които си затварят очите за пороците им. Алцест мрази гниещите нрави на социума, но редом с тях ненавижда и тези, които не им обръщат внимание. Според него конформизмът и липсата на бунт срещу порочните черти на околните са едно своеобразно съгласие и покорство, което не бива да се толерира: „…човек, когото и да вземе: / едните подли са, коварни същества, / а другите пък — те подкрепят ги с това, / че не воюват хич с ужасните им грешки / и даже смятат ги направо за човешки.“
Мотивът за любовта въпреки недостатъците
Привидно в сянката на мотивите със социална и критична тематика, мотивът за любовта и приемането на човешките недостатъци в нейно име е изразен главно чрез романтичните симпатии на Алцест към Селимена и чрез пламенните думи в речта на Елианта относно слепотата на влюбения за несъвършенствата на възлюбения. Вярата на Алцест, че чрез любовта си е способен да промени Селимена към по-добро, свидетелства, че дори и най-големият човекомразец може да бъде завладян от силни чувства, които да го накарат отново да обикне човешкото. И въпреки че нито Селимена се променя, нито чувствата на Алцест се увенчават с щастлив край, любовта все пак си остава основополагаща движеща сила за комедията „Мизантроп“, като на нея читателя дължи огромна порция от интригата на драматическото действие.
Мотивът за женската фриволност
Реализиран главно чрез образа на Селимена, мотивът е познат и характерен за почти цялото комедийно творчество на Молиер. Символен образ, силно изтъкващ този мотив , е домът на Селимена. Къщата ѝ е постоянно отворена и по всяко време винаги са добре дошли посетители от противоположния пол. Асоциацията тук е с образа на самата Селимена, чието сърце също така не е заключено, а напротив – широко отворено и допуска до себе си ухажор след ухажор.
Мотивът за верността и приятелството
Силно изразен чрез връзката на Алцест и Филинт, този мотив утвърждава тезата, че приятелство би могло да съществува дори сред хора, чиито мнения си противоречат едно с друго. Въпреки че Филинт критикува мизантропските възгледи на Алцест и въпреки че Алцест критикува лицемерните тенденции в поведението на Филинт,  все пак и двамата ги е грижа един за друг до самия край на комедийното действие.
Мотивът за писането
Писмената реч като заместител на разговора често се появява в пиесата на Молиер в моменти, когато на автора не достига или смелост, или желание да изрази мислите си гласно и открито. От една страна, чрез сонета на Оронт, от друга, чрез писмото на Селимена писмената реч и писателството се явяват респективно своеобразна завръзка и развръзка на драматическото действие. И в двете споменати форми на писане силно се акцентира  на сатиричния смях – сонетът на Оронт осмива привидната изтънченост на френската аристокрация, която често се оказва нищо повече от един комичен позор, а писмото на Селимена осмива нейната привидна любезност, която далеч от хорските погледи въобще не отговаря на емоциите, която тя искрено изпитва, а обектите на ласкателства се превръщат в обекти на подигравка.
Мотивът за съдебната система
Деликатно намекнат чрез гласното недоволство на Алцест след загубените от него съдебни процеси, мотивът за задкулисието и корупцията във френската съдебна система от XVII век е умела метафора за социалните рестрикции, с които Алцест се сблъсква. Затворът изисква неговото  физическо разделяне от обществото, но мизантропията му вече му е причинила необратимо духовно отцепване от заобикалящия го свят и го е обрекла на социална изолация.

## Основни литературни конфликти и съпоставки
Лицемерието срещу човекомразеца
В две от високите комедии на Молиер се забелязва важен ключов мотив, който се явява основополагащ за множество произведения от този характер, а именно темата за лицемерието. Общото нещо, което обединява „каноничните“ творби на писателя, е психологическа доминанта в персонажната система на главните герои. Конфликтът между тях се крие в огромния контраст, който присъства помежду им. Молиер умело съумява да разгърне чрез своите комедии два коренно различни свята – единият на Алцест, човекът мизантроп, в буквален превод „човекомразец“, и другият на Тартюф, аморалният манипулатор. Лицемерието присъства и в двете произведения, като макар и на пръв поглед различни, и двамата герои са обединени от сходна тематика. Молиер показва най-модерния грях в осакатеното френско общество и така неслучайно текстовете му са  актуални и до днес.
На пръв поглед сравнението между произведенията изглежда нелогично, тъй като самата сюжетна линия не предразполага съпоставка, но именно в това се крие важността на лайтмотива. Забелязва се съществено съответствие – обществото в пиесата „Мизантроп“ е точно това обкръжение, което пасва идеално на Тартюф. Молиер е демонстрирал успешно как един лицемер, макар и умело да се вписва в нормалните човешки отношения, бива разобличен и също така обратната страна – в „Мизантроп“ се установява, че прямотата и честността са вече отминала мода и е невъзможно герой като Алцест да живее в симбиоза с въпросната прогнила обстановка. Съпоставката разкрива и друго важно различие между персонажите. Алцест е онзи „аутсайдер“, трудно вписващ се, той не търси слава сред светските среди, а дори напротив, презира точно тази покварена обстановка. Героят е готов единствено на жертвата да потърси уединение със своята любима Селимена. Но тъкмо любимата на главния персонаж е тази, която перфектно пасва на образа и възгледите на Тартюф. Приликата между Селимена и Тартюф е доста по-осезаема , защото и двамата притежават характерното за един лицемер качество – съумяват неусетно да замъгляват трезвите представи на моралистите, използвайки чар и фини манипулации. Образът на лицемерния злодей идеално се синхронизира с характерите на Селимена и Тартюф, съществената разлика се крие в това, че героинята е типичната представителка на френския светски живот – кокетна, лекомислена, с повърхностни представи за живота, наложени от тогавашното общество, докато при Тартюф се забелязва нова характеристика, която Молиер добавя – той е представител на набожните лицемери, актуални в онези отминали френски времена. Така намесата на църковни теми и мотиви подсилва образът на двуличността.
Проследяването на сюжетната линия на двете произведения отвежда до друго съответствие между героите. Герой от комедията „Тартюф“, доближаващ се до този на трезво мислещия Алцест, е прислужницата Дорина – единствената дръзнала още в началото да заяви позицията си и да се изправи срещу лицемерието. Открива се сходство между двата персонажи, но дълбоко психологическият образ на Алцест е олицетворение на неприкрито бунтовнически морал и в края „Мизантроп“ се откроява противоречието на героя с обществото:„…А, аз предаден и осмян от обществото / напускам бездната на козните и злото, / да търся ъгълче, където е и днес / човекът пак човек, без страх за свойта чест.“
Възможна е съпоставката и с друг важен главен персонаж на Молиеровото творчество – Дон Жуан. Първоначално отново не се установяват сходства между двете „високи“ комедии, но впоследствие темата за лицемерието се поставя на преден план и обединява творбите. Дон Жуан преди всичко е представител на аристократите и в тази линия на сюжета се прокрадва още веднъж идеята, че отрицателните качества на героя като чувство за превъзходство над останалите или абсолютно чистото съзнание на безнаказаност са типични черти на френското общество. Дон Жуан е определен като философ на аморализма и свободолюбието, той е герой, чието съзнание наподобява по-скоро  това на Тартюф. В творбата се наблюдава едно плавно преминаване от банален свободолюбив женкар към аморален лицемер. Намесата на мотива за религията или по-точно  липсата на такава при Дон Жуан изцяло освобождава героя от всякакви морални ценности и го причислява в края на творбата към онзи тип индивиди, чиято смърт носи предимно удовлетворение у останалите. Думите на слугата Сганарел са своеобразно обобщение, описващо цялата абсурдност на обществото: „Ах, моята заплата, моята заплата! Ето че смъртта му удовлетворява всички: разгневеното небе, потъпканите закони, съблазнените девойки …“
Безспорно между трите главни персонажи на Молиер – Алцест, Тартюф и Дон Жуан, обединяваща е тематиката за лицемерието и присъствието на резкия контраст между героите води до заключението, че още в замисъла на творбите образите са имали вече изградена концепция, по която да биват създадени. Героите не търпят големи метаморфози и развитие, действията им сами подсказват, че по природа са им заложени отрицателни или положителни качества. Социалната среда неминуемо играе важна роля за определянето на характерите, но качествата на героя от „Мизантроп“ като че ли се открояват и това причислява комедията към тази, която притежава по-завладяваща  психологическа натовареност. Неслучайно мнозина критици смятат, че образът на мизантропа е олицетворение на самия Молиер.
Женските персонажи и ревността
„Училище за жени“ е друга комедия на Молиер, която разкрива подобен мотив, присъстващ в „Мизантроп“. Ревността е онзи ключов детайл, който събира Алцест и Арнолф, друг главен герой от автора. Разглеждането отблизо и на двете творби може да разкрие също така и други сходства. В хода на сюжетната линия се установява, че Арнолф е параноично потаен, той прави дори опит да създаде по план собствената си любима, която по негови разсъждения трябва да е глуповата, за да бъде смирена и подчинена. „Невежа нека е, не хитра преструвана! / Да знае, стига ѝ, молитви да чете, да ме обича мен, да шие и плете.“.
Планът на персонажа е подплатен с огромна доза страх, защото по неговите твърдения умната жена не може да бъде опитомена и е дяволски греховна. Зад същото твърдение застава и героят от „Мизантроп“, но впоследствие се установява, че двамата персонажи са привлечени от именно такъв тип жени. Планът, по който се ръководи Арнолф, наподобява поведението на същински мизантроп – той прави немислимото, за да съумее да опази от покварата на модерните обществени грехове наивната девойка. Затварянето и обграждането със стража на Арнолф и любимата му наподобяват и на индивидуалната жажда за изолираност на Алцест, който също превръща в защитна реакция своята прямота и остър език. Ревността, която героите изпитват към своите любими също не поражда различия – Алцест заявява на Селимена, че не одобрява откритата ѝ комуникация с толкова много мъже, докато Арнолф точно от това се опитва да предпази бъдещата си съпруга Агнес, но очевидно планът му е увенчан с провал. Изхождайки от тези обстоятелства, се установява, че поставянето на граници под една или друга форма често е обречено на провал, тъй като дори съвършено измисления план на Арнолф не е способен да ограничи любовта на Агнес и Орас, истинската любов на девойката.
Въпросът за честта на дадена жена също стои на предна позиция. И двамата персонажи твърдят, че почтеността на една дама е сред най-уважаваните  качества в обществото. Героите не си дават сметка обаче за важния детайл, който ги отдалечава от идеята за честта – обществото, в което живеят, не предразполага дамите да се държат почтено и да поддържат високи стандарти в поведението си, а точно обратното. На мода е греховното фриволно поведение, което поражда абсолютно духовно несъвършенство, съпътствано със страст, но и огромна доза лекомислие.
Такъв типичен представител е кокетната Селимена – тя вече е добила образа на жената-дявол, усвоила е напълно пороците на модерното общество и не изпитва притеснение да поставя етикети на хората, дори да  бъде груба към ухажорите си. Опозиция на този образ се явява девойката Агнес, героиня от комедията „Училище за жени“. Персонажната  система на тази творба предразполага към развитие и психологическо усъвършенстване. Смятана за глуповата и наивна в началото, Агнес доразвива образа на смела и способна да защити чувствата си жена. Огромен контраст между двете героини се установява в писмата, присъстващи в творбите. Тя написва писмо към любимия си Орас, в което излива напълно неподправените си емоции и с неразбирателство изтъква: „Постоянно ми повтарят, че всички младежи са измамници, че не трябва да ги слушаме никак и че това, което вие ми казвате, е измама…“. Писмото на героинята не само показва невинността на чувствата ѝ, но разкрива и възгледите на Арнолф, който, подбуден от дълбока ревност , се опитва да отвори очите на Агнес като набляга на пороците на младостта. При Селимена действието с писмото разгръща образа ѝ в съвсем различна посока – тя е заложила на грубостта и обидата като нанася непростими коментари по егото на своите ухажори. Всички освен Алцест се отричат от нея, но дори това не е достатъчно доказателство за героинята да откликне на единственото желание на възлюбения си – да намерят уединение заедно, далеч от аморалното общество. В образа на Селимена водещ е един друг вид любов – онази, която не я ограничава и дава свобода на страстта и желанието за живот.
Меланхоликът и Мизантропът
Оказва се, че героят от комедията „Мизантроп“ се откроява на фона на останалите персонажи, създадени от Молиер. Алцест сякаш трудно се вписва и намира аналог с други герои, тъй като по природа притежава свръхдълбок  психологизъм, непасващ на времето и обкръжението му. Неслучайно зад образа му е спрягано името на самия Молиер – не единствено заради несподелената любов между автора  и Арманда, която притежава сходства с тази на Алцест и Селимена, но и заради намеренията на Молиер да „скъса“ със света точно каквито  са и тези на героя му.
Мизантропът в лицето на Алцест е по-лесно  да образува опозиционна двойка с останалите герои, отколкото напълно да се съгласува с даден персонаж. Трудната му за разбиране същност е по-скоро  отблъскваща за околните и дори любимата му го намира за своенравен и прям, като нейната грубост ясно проличава в изказването :“...човека със зелените фльонги, той понякога ме развеселява със своите резкости и с мрачните си забележки, но много често няма по-досаден човек от него.“
Алцест остава неразбран от обществото, нo ако се погледне по-мащабно  над литературата, лесно героят на Молиер се оприличава на друг такъв, създаден от различен автор – Хамлет от едноименната пиеса на Шекспир. Безспорно силната нравственост в двата образа разкрива у читателите, че вътрешната трагедия на героите е далеч по-жестока  от случващото им се в заобикалящия ги свят. Хамлет е абсолютен меланхолик, тотално отказва да се довери на външната страна на живота и това разкрива същинската борба, която води със самия себе си. Най-значителната  черта, заради която си приличат двамата герои, е това, че ги обединява непоносимостта към днешното обкръжение, погнусата от тоталната деградация на обществото и невъзможността да се борят срещу това. Именно бунтът на индивида срещу колектива е онова нещо, което отдалечава образите на персонажите от модерния свят, и светът, от своя страна, поставя етикети на „различните“. Отчаянието на двамата герои от обстановката е обосновано, а това поражда осъзнаването, че „аутсайдерите“ на обществото предпочитат собствената си компания и уединение пред покварените аморални ценности на света. Това ги изгражда като образи, базиращи се предимно на индивидуалната си преценка и разум, затова и качествата, обединяващи меланхоликът и мизантропът, са точност, граничеща с грубост, предвидливост и преди всичко постоянно размишление над случващото се наоколо. От сходните черти на техните характери може да се стигне до извода, че в Хамлет живее неосъзнат мизантроп и обратното – в образа на Алцест присъстват множество качества на меланхолика, поради тези причини съпоставката между персонажите е напълно адекватна.

## Сходства с Античността
Установено е вече, че героят на Молиер – Алцест е с природно заложен и силно изразен характер, какъвто малко герои притежават. Той не търпи развитие през творбата, а просто е потърпевш страдалец, станал жертва на собственото си време. Вътрешните борби на героя със самия му разум са дълбоко изразени и намират отглас дори и назад във времето през античните периоди. „Различният“ герой на високата комедия на Молиер по-скоро  се доближава до трагичните образи от Античността, отколкото до комедийните. Погледнато исторически, творчеството на Еврипид, познат добре със своите трагични герои, притежава подобен заряд на пресъздаденото в „Мизантроп“. Съществената разлика се крие в това, че женските образи в трагедиите на античния драматург са по-скоро натоварени с характерни мъжки качества. Подходящи примери за типични женски образи са тези на Електра и Медея. Двете героини са олицетворението на главния мотив, присъстващ и при персонажа на Молиер – силната ценностна система предразполага към огромна вътрешна борба на самите герои с действителността.
Контрастът между въпросните два антични образа и тези от комедията на Молиер е осезаем. Молиеровите женски персонажи – Селимена, Арсиноя и Елианта, са олицетворение на стереотипа за повърхностни и лекомислени дами от буржоазното общество. Макар и с различни възгледи, девойките не притежават високи стандарти и нравствени ценности, каквито се срещат при трагичните женски персонажи, подобни на Медея и Електра. Героините на Молиер са по-скоро образец за поведение на вятърничав тип жени, които умеят единствено да се интересуват от положителната оценка, поставена им от техните ухажори и прецизността в оплитането на интриги.
Еврипид изобразява в своето творчество борбата между силните и слабите характери, както и деградацията или възвишеността на идеалите на обществото. Това от своя страна  е в пълен унисон с високата комедия на Молиер, в чиято идея преди всичко се откриват мотиви на трагизъм, отколкото такива с комедиен характер.

## Световна и българска рецепция
Преводи
•           „Мизантроп: Комедия в 5 д.“, прев. К. Величков, София, 1904 (София: Ст. Атанасов)
•           „Мизантроп“, прев. от фр. Кирил Кадийски, София: Захарий Стоянов, 2008 (Ямбол: ИПК Светлина)
•           „Мизантроп: Комедия в стихове“, прев. от фр. Стефан Петров, София: Народна култура, 1959
Филмови адаптации
•           Misantropen (1963), реж. Håkan Ersgård, Швеция
•           The Misanthrope (1974), реж. Ингмар Бергман, Дания
•           Festival: The Misantrope (1980), реж. Майкъл Симпсън, Англия
Представления
На сцената на Народен театър „Иван Вазов“
Сезон 2009/2010
•           „Мизантроп“ от Жан-Батист Молиер
-  Режисьор: Росица Обрешкова
-  Сценография и костюми: Елена Иванова
-  Хореография: Мила Искренова
-  Музикална картина: Сашо Младенов
-  Превод: Кирил Кадийски
-  Фотограф: Атанас Кънчев
-  Художник на плаката: Стефан Десподов
-  Актьорски състав: Иван Юруков, Сава Драгунчев, Теодор Елмазов, Илиана Коджабашева, Параскева Джукелова, Цветомира Даскалова, Христо Терзиев, Калин Яворов, Зафир Раджаб, Красимир Митов
-  Награди: „Аскеер 2010 за костюмография“ на Елена Иванова